# Trường Thi, Vinh
Trường Thi là một phường thuộc thành phố Vinh, tỉnh Nghệ An, Việt Nam.
Phường Trường Thi được thành lập ngày 21/8/1982 gồm một phần của các xã Hưng Thủy, Hưng Dũng và Trung Đô, phường có diện tích 1,93 km², dân số năm 1999 là 13.368 người, mật độ dân số đạt 6.926 người/km².